# Villa Craven di Seyssel d'Aix
Villa Craven di Seyssel d'Aix è un complesso settecentesco che sorge nel centro di Varese circondato dal parco privato più esteso della città, misurando 90.000 metri quadrati circa. La villa è opera dell’Architetto Giuseppe Antonio Bianchi che in Varese aveva elaborato solo due progetti: Villa Craven appunto e, quattro anni prima, il Palazzo Estense oggi Municipio di Varese.

## Storia

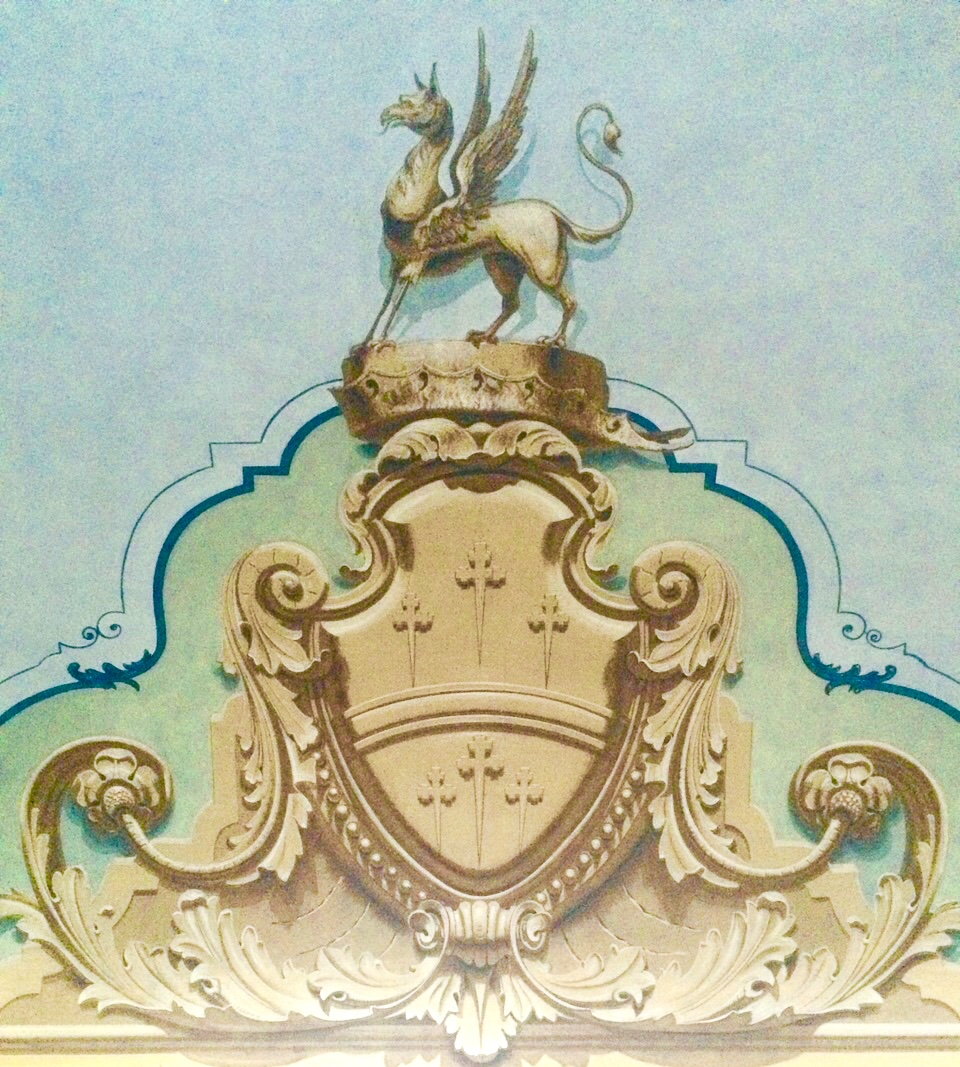
Particolare dell'affresco sullo scalone raffigurante lo stemma dei Craven

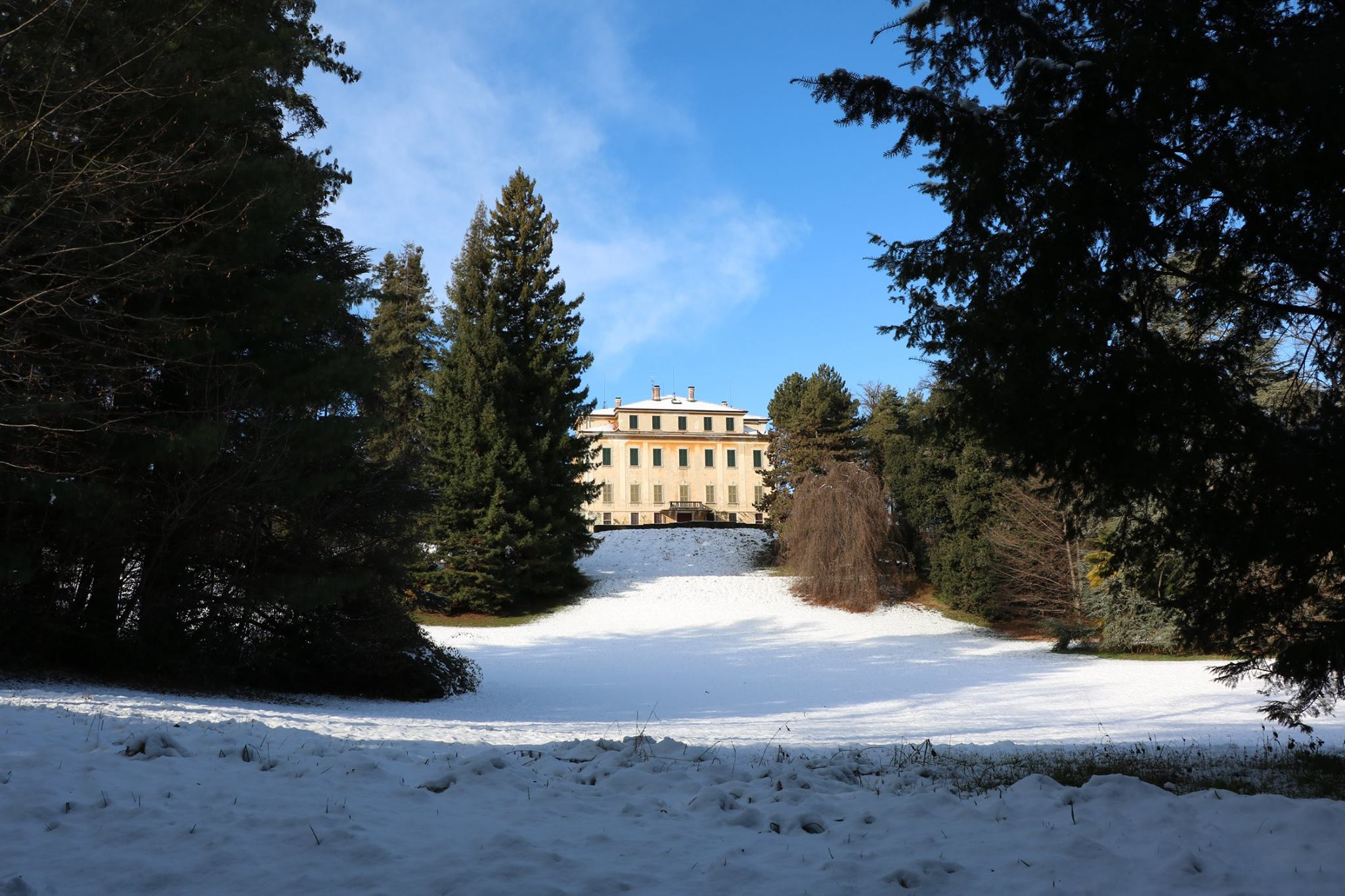
La villa in inverno

Il primo impianto della casa risale a metà del '600, come si evince dall'iscrizione su marmo ancora presente nella corte dietro la villa. A metà del '700 fu rimaneggiata dal Conte di Azzate Giulio Cesare Bossi che in seguito la vendette al Marchese di Siziano Antonio Molinari. Nel 1770 il Molinari diede l’incarico di riprogettare la villa nella forma in cui la conosciamo oggi all’Architetto Giuseppe Antonio Bianchi, che pochi anni prima, a un centinaio di metri di distanza da Villa Craven, aveva costruito Palazzo Estense. 

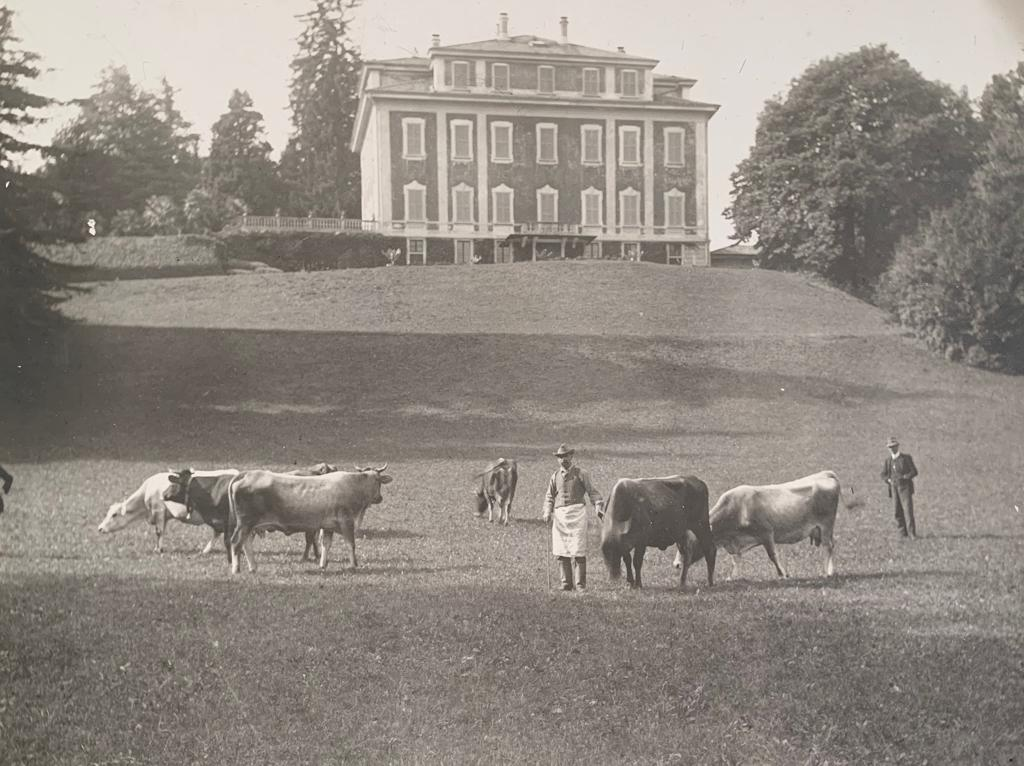
Villa Craven di Seyssel d'Aix - foto di inizio '900

Negli ultimi anni del '700 il poeta Giuseppe Parini era spesso ospite del Conte Molinari a Villa Craven e quando nel 1790 vi incontrò la principessa Giuseppina Teresa, vedova di Vittorio Amedeo, principe di Savoia-Carignano, le dedicò il sonetto “La festa silvestre”.

Nel 1870 (o 1860) la villa fu acquistata da Lord Walter Arthur Keppel Craven (1836-1894), un alto ufficiale della marina britannica imparentato con i reali inglesi. Era infatti figlio di Lord George Augustus Craven e di Georgina Smythe, nipote di Maria Anne Smythe, moglie morganatica del Re d'Inghilterra Giorgio IV. Inoltre i Craven erano discendenti diretti di Re Giacomo I d'Inghilterra.
Il nonno di Lord Walter era William Craven, I conte di Craven, aiutante di campo di Re Giorgio III. La bisnonna di Lord Walter invece era Elisabeth Craven, principessa di Berkeley, che fece edificare la Villa Craven di Napoli, un grandioso palazzo nobiliare che sorge sulla collina di Posillipo.
Lord Walter Craven, grande amante dell’Italia, aveva sposato la Contessa Elisa Oldofredi, figlia del Conte Ercole Oldofredi Tadini, Senatore del Regno d’Italia e della Marchesa Maria Terzi. Acquistata la dimora di Varese in precario stato di conservazione si dedicò ad una nuova impostazione del parco e al completo restauro della villa. Qui si stabilì con la moglie e insieme ai figli la abitò per tutta la vita. I tre fratelli Craven vivevano tutto l'anno a Varese, l'estate invece la passavano nella loro villa di Sulzano sul Lago d'Iseo.
Nel 1956, alla morte dell'ultima di loro, essendo i tre fratelli senza figli, Villa Craven passò ai loro primi cugini Seyssel d'Aix, figli del Marchese Artem di Seyssel d’Aix di Sommariva Bosco e della Contessa Giulia Oldofredi Tadini. I loro nipoti ne sono ancora oggi proprietari. Nel 2020 le facciate vengono completamente restaurate mantenendo l'intonaco antico e riportando Villa Craven al suo aspetto e colore originale risalente al 1770.

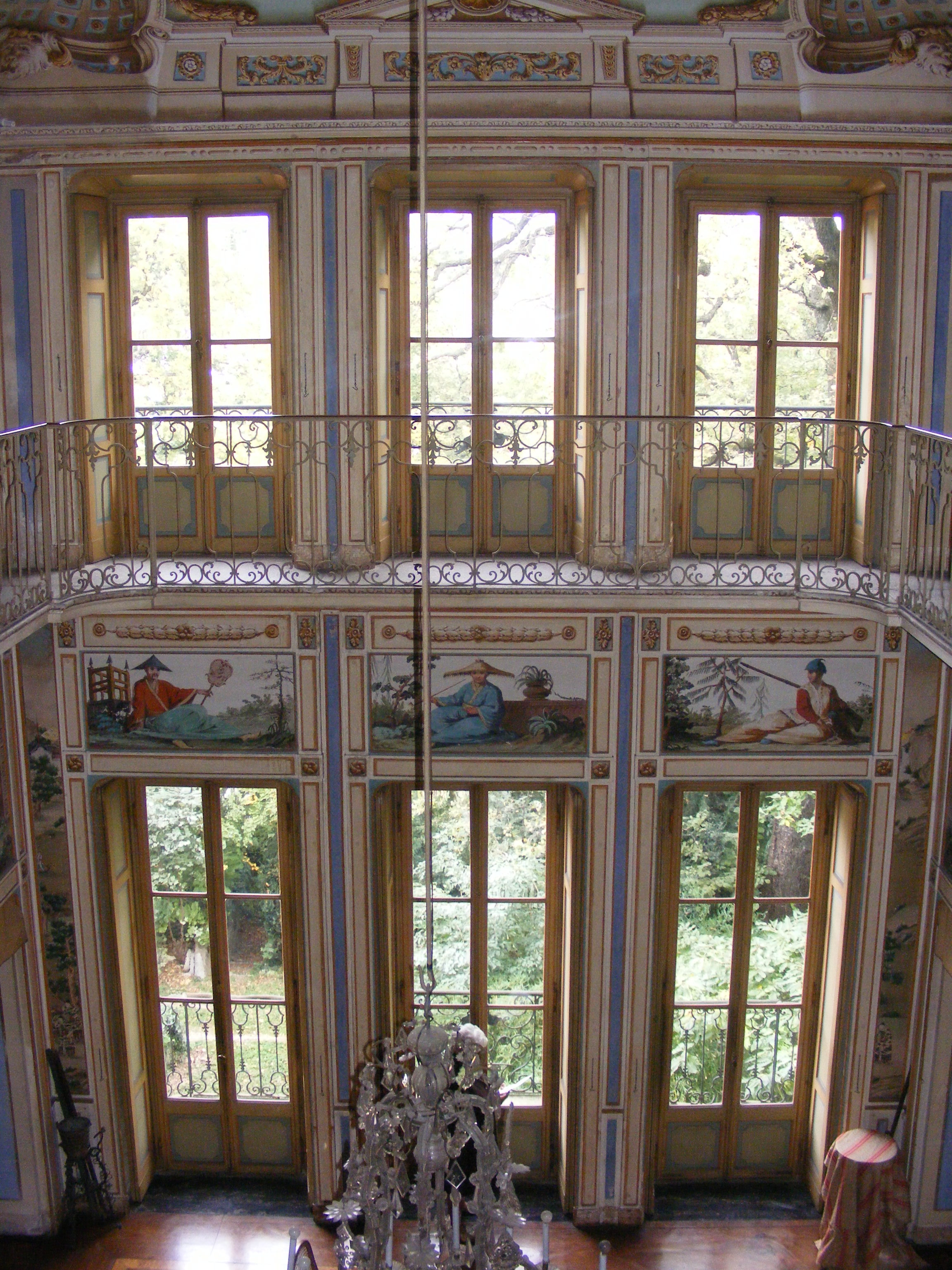
La sala cinese

## Descrizione

### Architettura
L'edificio principale della villa di quattro piani progettato dal Bianchi misura circa 1 800 m². Villa Craven si configura come una tipica villa di delizia dell’aristocrazia settecentesca con un impianto classico a pianta rettangolare con corpo scala centrale e privo di corte interna. Presenta un’austera facciata caratterizzata da quattro paraste e da un balcone posto sopra il portone centrale. Di elevato pregio architettonico sono anche le facciate intonacate a calce compositivamente classiche e simmetriche con lesene e decorazioni in pietra di viggiù.
La villa presenta diversi elementi di particolare pregio architettonico come l’androne di ingresso, numerose sale con stucchi e decorazioni. Dall’androne, diviso da un arco sorretto da due colonne, parte lo scalone affrescato che conduce al piano nobile. Da qui si sviluppa su due piani il salone cinese progettato dal Bianchi, che deve il suo nome alla tappezzeria di carta e seta con scene di vita e paesaggi orientaleggianti, ancora perfettamente conservata. Questo salone richiama chiaramente la sala di Palazzo Estense di Varese costruito dal Bianchi per Francesco III d'Este.
Questa la descrizione dello studioso di araldica Giacomo Bascapé: «La vera gemma della casa è il salone. Altissimo, esso abbraccia due piani, con due ordini di finestre; in alto corre su quattro lati una balconata di ferro di ottimo disegno; la volta è affrescata a temi architettonici di squisita fattura, dai colori freschi e brillanti, mentre il medaglione centrale ha motivi geometrici chiarissimi, sì che sembra molto alto. In un angolo della volta si legge: “Toscani pinx.1775”».. 
Nel 1985 Villa Craven viene dichiarata di "interesse particolarmente importante" ai sensi della legge del 1 giugno 1939 n. 1089 e, come tale, viene assoggetta al vincolo della soprintendenza.
Fanno parte del complesso settecentesco di Villa Craven vari rustici un tempo adibiti a scuderie e ad abitazioni del personale di servizio che fino alla seconda guerra mondiale superava le 30 persone.

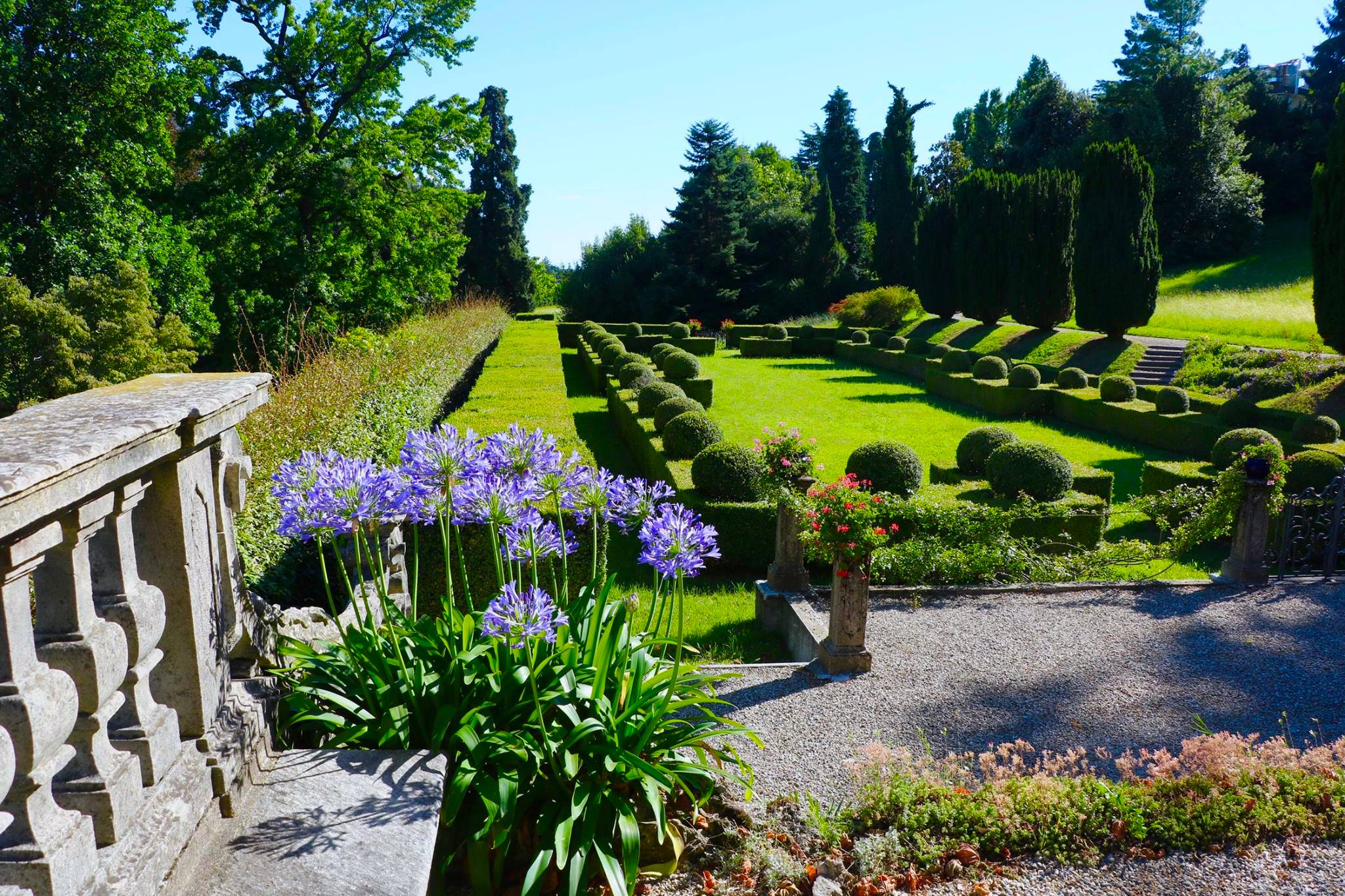
Il giardino all'italiana

### Il parco
Villa Craven è immersa, pur essendo in centro città, in una vasta proprietà che va dal colle Campigli sino ai confini del territorio di Masnago. Il parco all'inglese voluto da Lord Craven è completamente cintato e si estende per circa nove ettari tra boschetti, prati, e centinaia di alberi secolari tra cui faggi, sequoie, cedri, querce e castagni alcuni dei quali superano i 300 anni di età. Per forma e grandezza è notevolissimo il Fagus sylvatica purpurea accanto al giardino all'italiana. Vicino all'orto si trova invece un centenario Cephalotaxus harringtonii, molto raro in Europa.
Il lato est della villa si affaccia sul giardino all’italiana progettato dal Bianchi, costituito da un parterre di prato all'inglese, circondato da una doppia siepe formale di bosso che racchiude sentieri in erba ornata da 48 sfere centenarie anch'esse di Buxus sempervirens. 
Fino alla seconda guerra mondiale tre ettari di parco erano adibiti a vigneto e frutteto.
Nel parco la biodiversità floristica è notevolissima, si contano infatti più di 2000 varietà di specie botaniche. La fauna selvatica che vive indisturbata nel parco annovera numerose specie tra cui picchi, fagiani, starne, colombacci, astori, poiane, tassi e scoiattoli rossi. Da qualche anno anche una famiglia di volpi ha eletto i giardini di Villa Craven a propria dimora.

## Galleria d'immagini

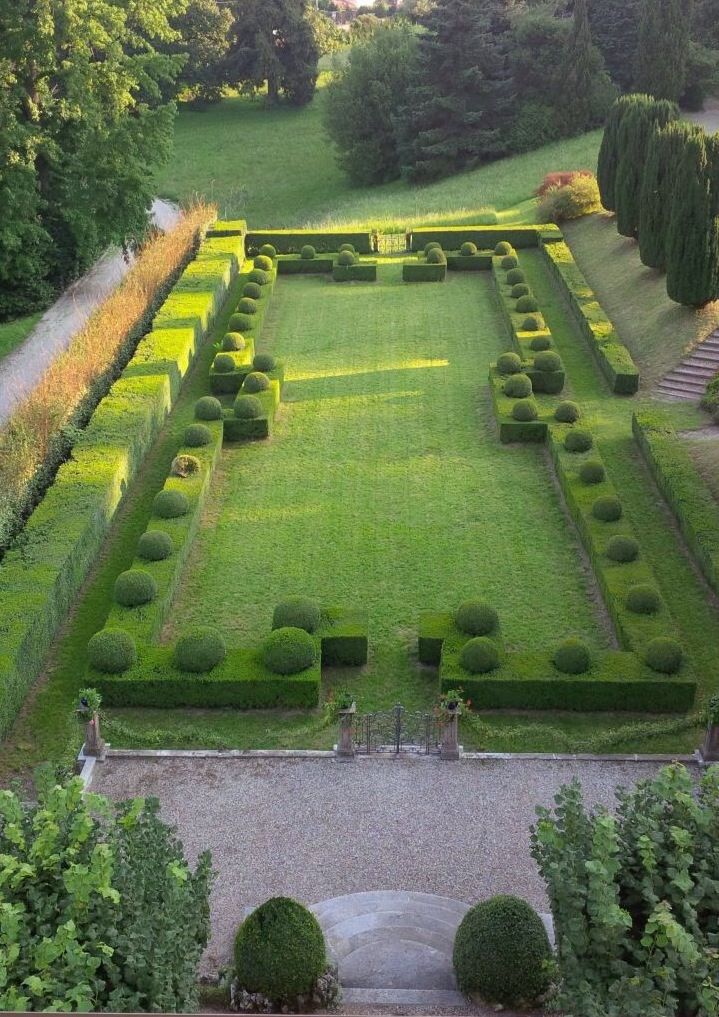
Il giardino all'italiana visto dall'alto
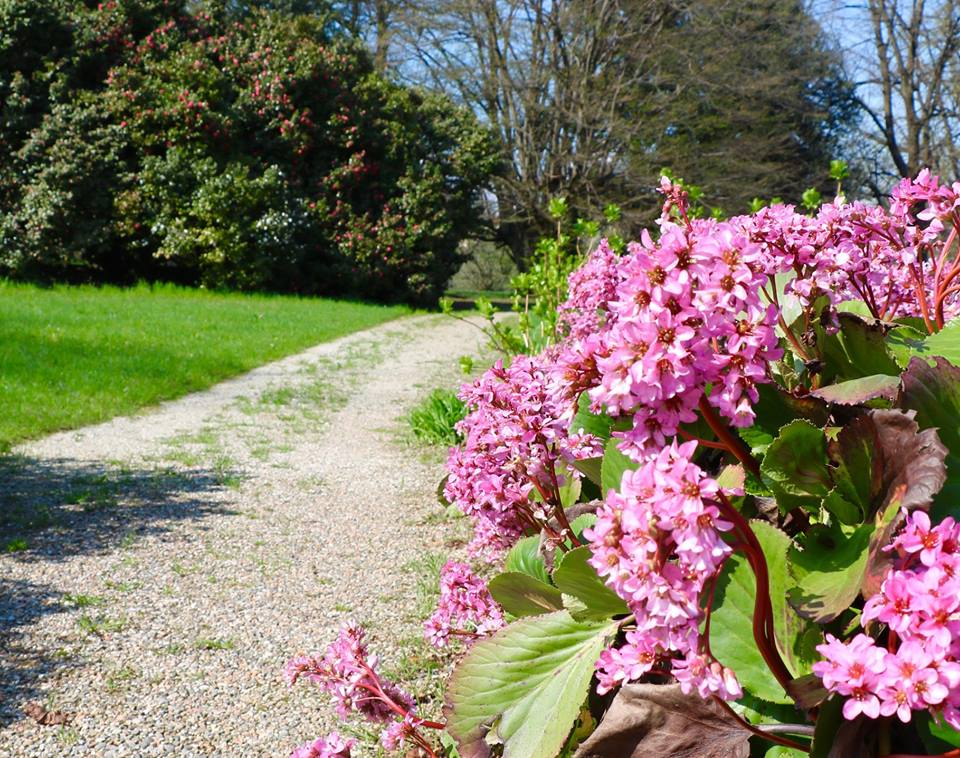
Dettaglio del giardino con bergenie e camelie
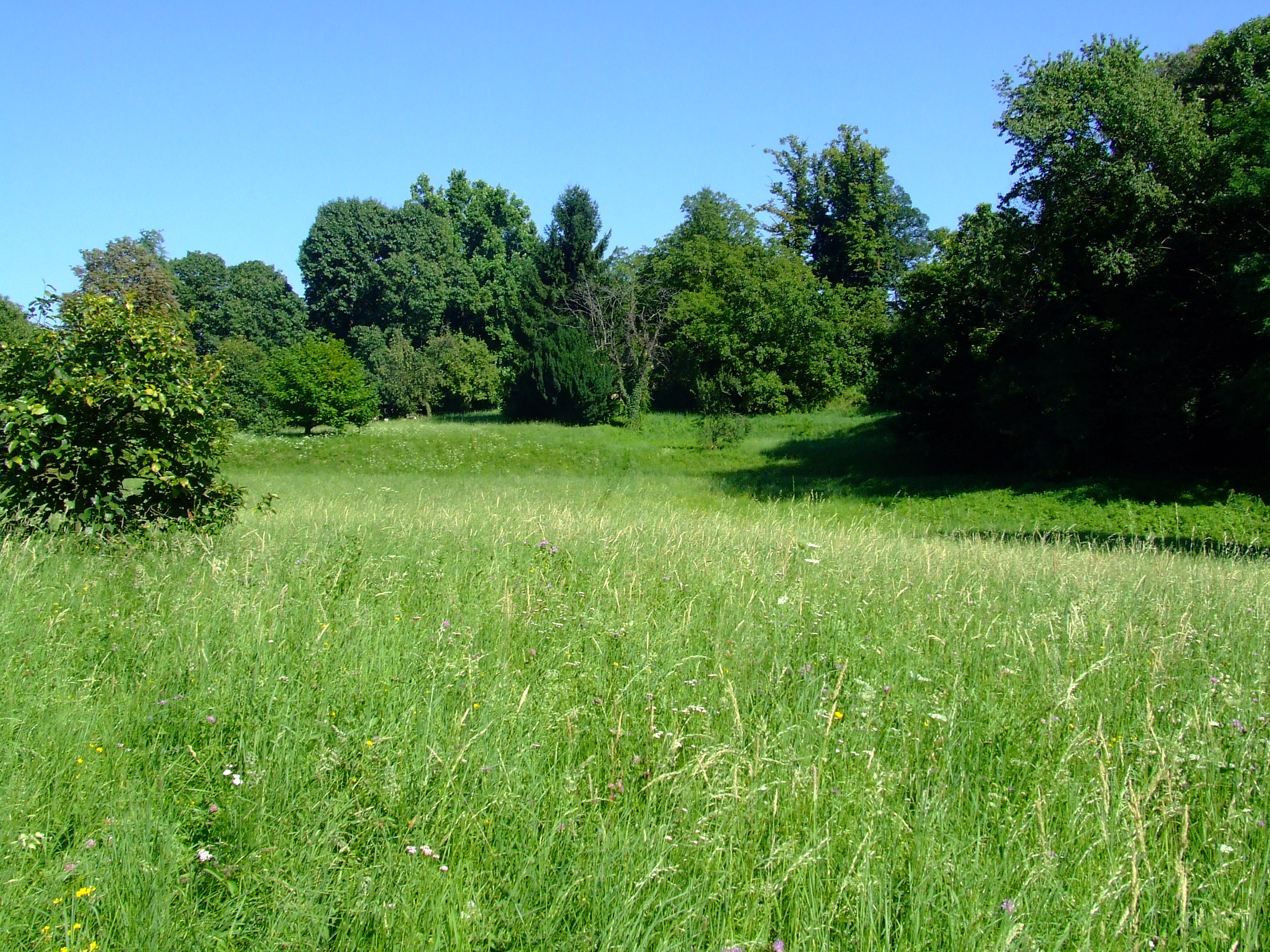
Zona ovest della proprietà: parco all'inglese.
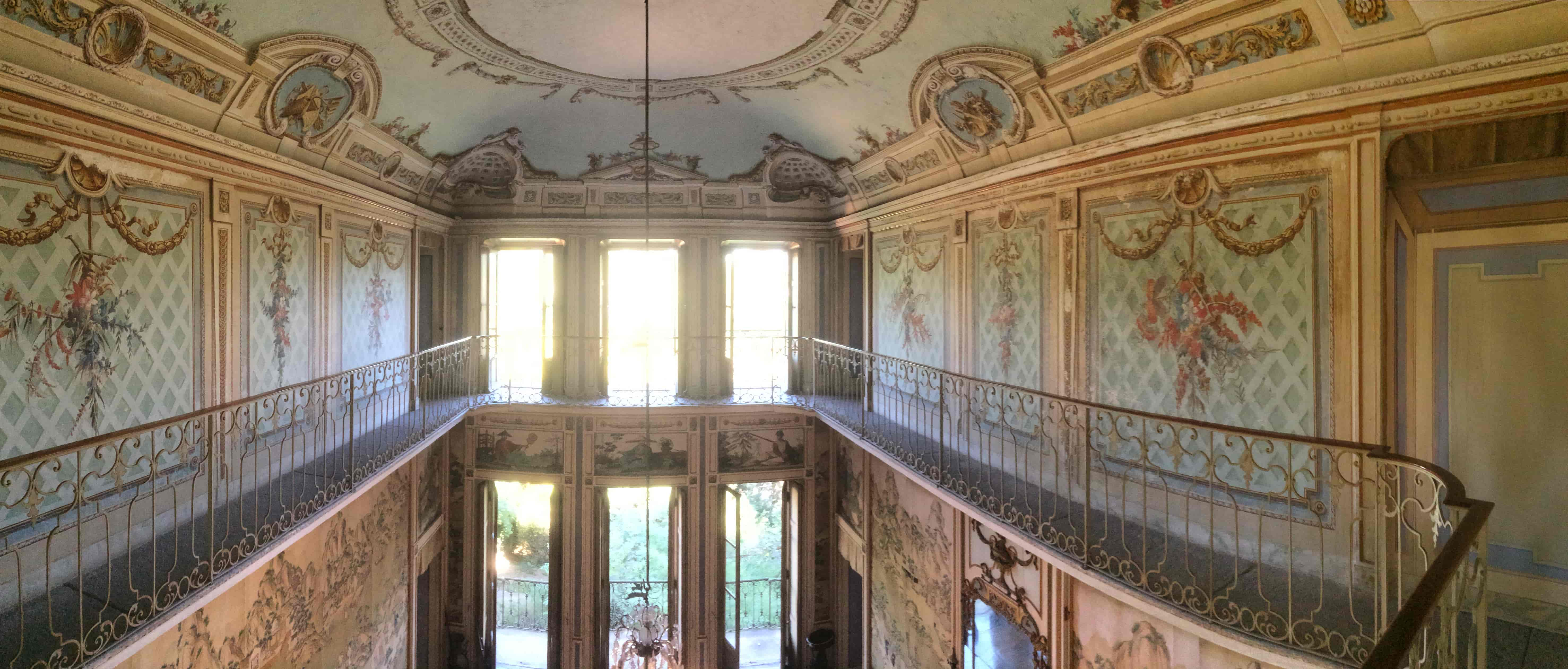
Interno, sala cinese
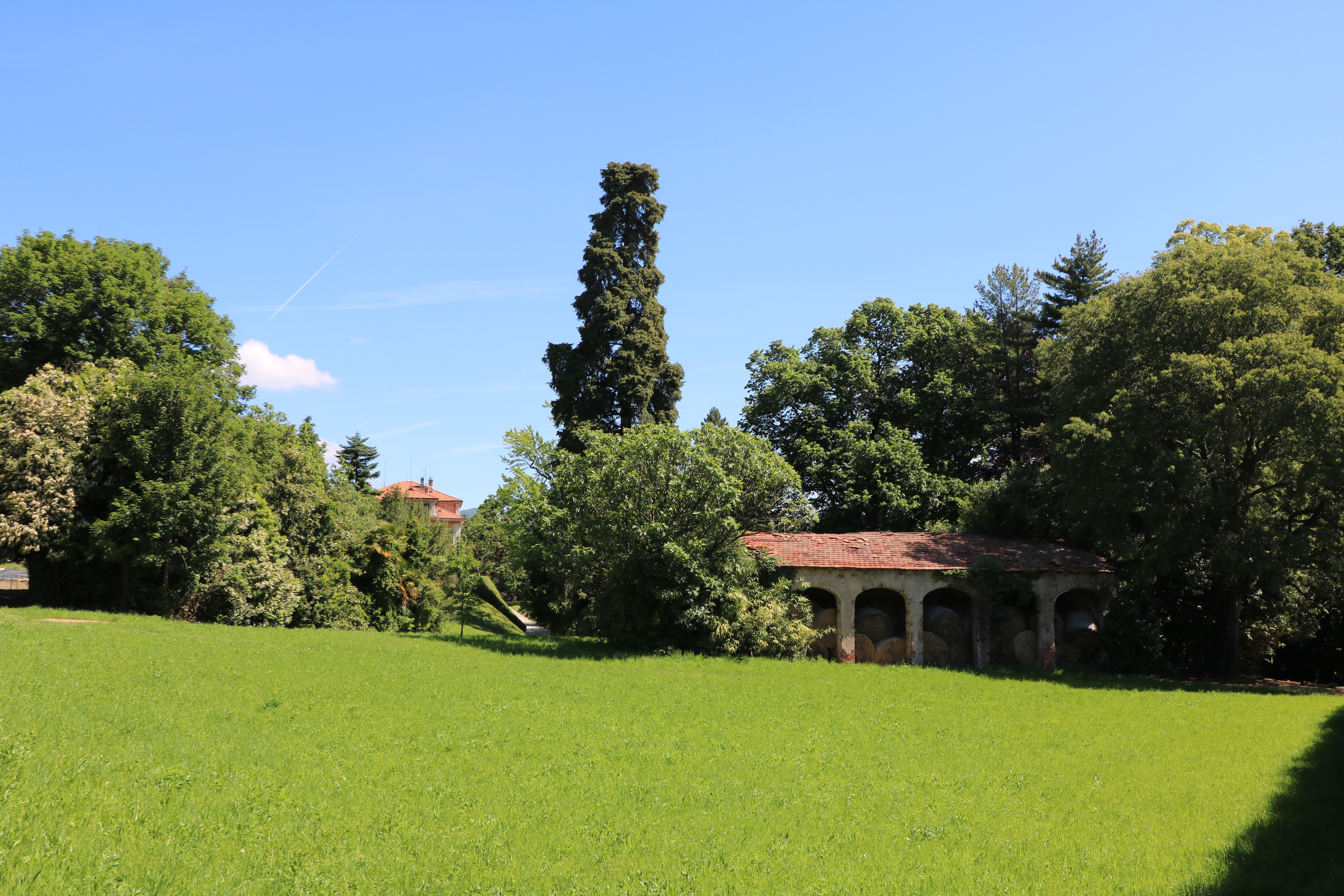
Fienile
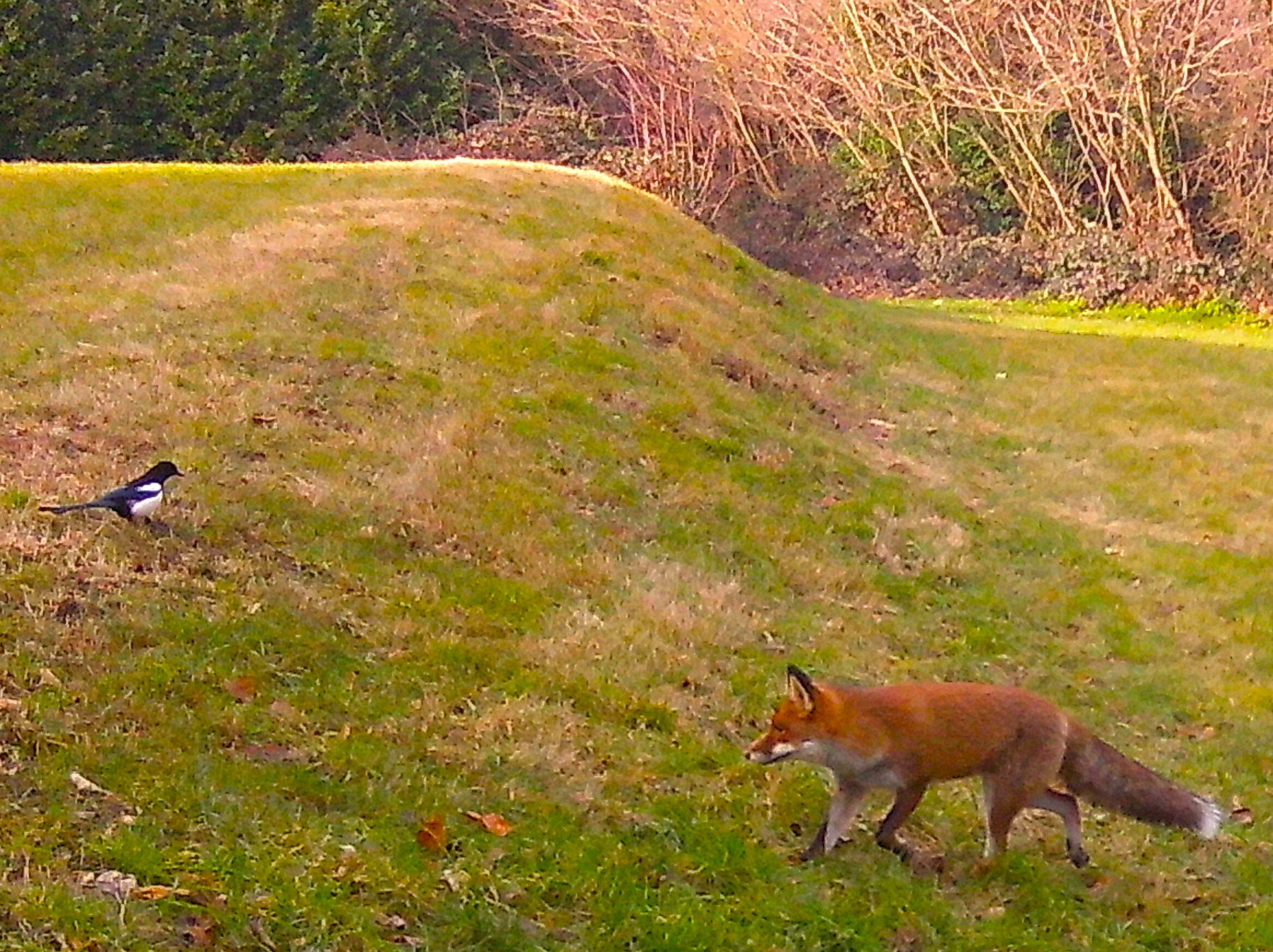
Volpe nel parco di Villa Craven Seyssel d'Aix
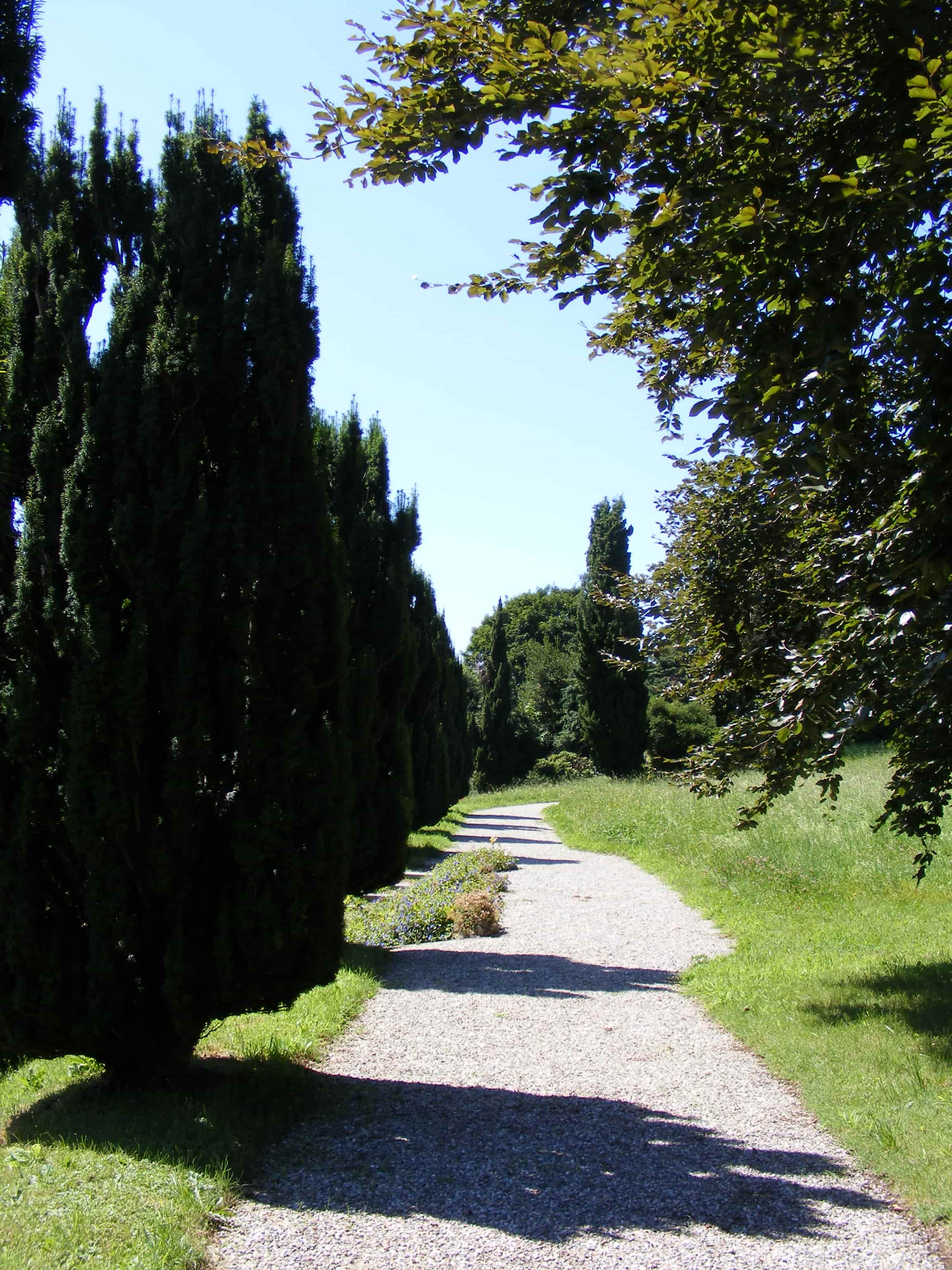
Il parco
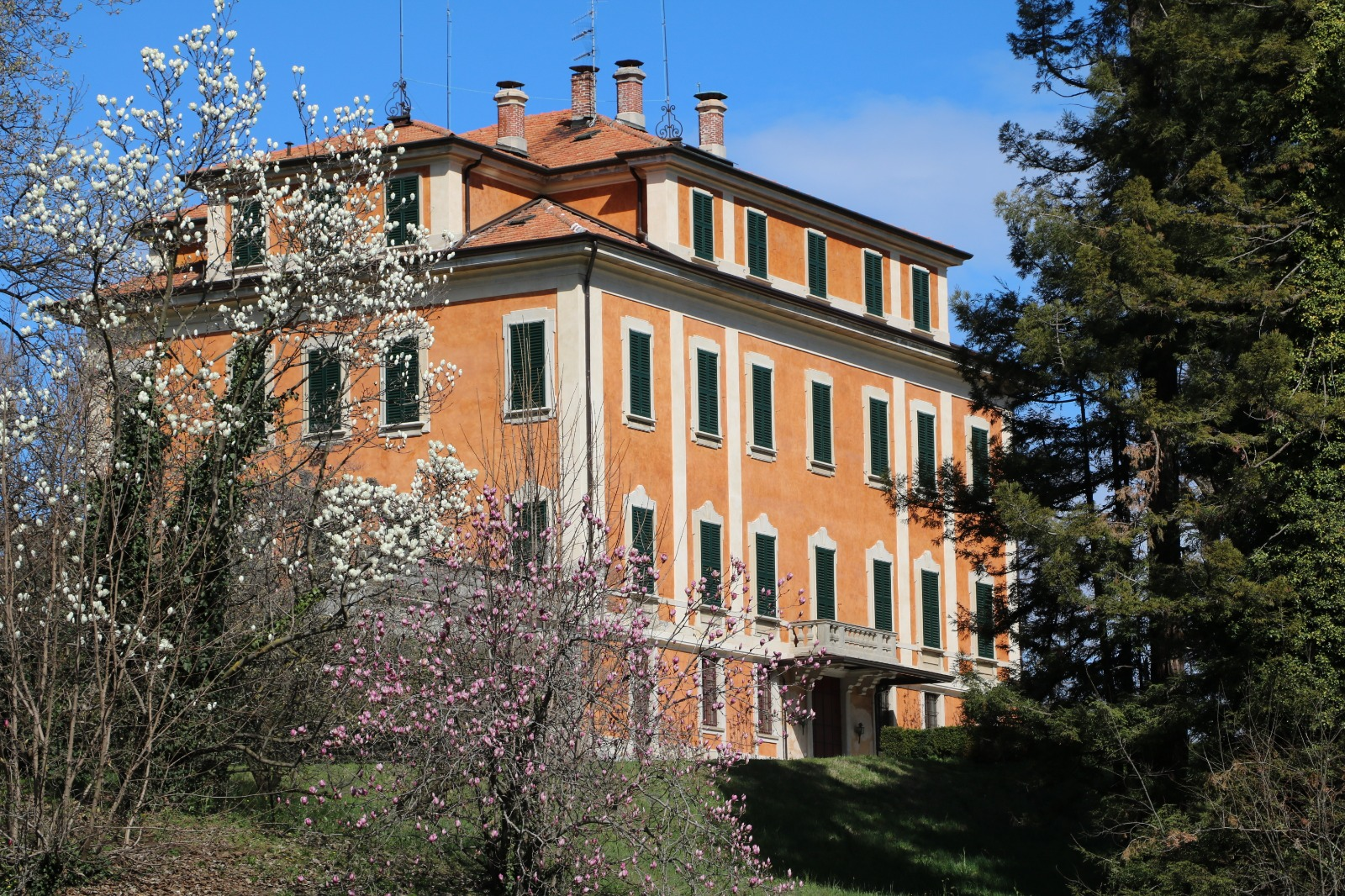
La villa nel 2020 dopo il restauro